# Ferhat Abbas

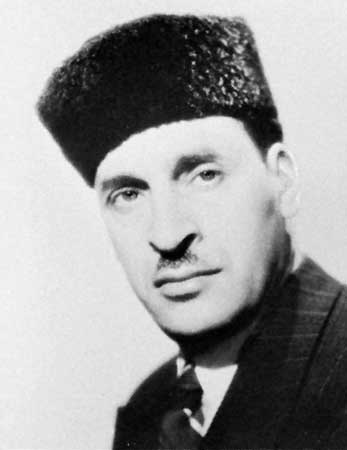
Ferhat Abbas

Ferhat Abbas (Arabisch: فرحات عباس, atlas-Tamazight: ⴼⵔⵃⴰⵜ ⵄⴱⴱⴰⵙ / Ferḥat Ɛebbas) (Taher, 24 oktober 1899 - 23 december 1985) was een Algerijns politicus. Hij was de eerste president van het onafhankelijke Algerije. 

## Levensloop
Abbas was afkomstig uit de Algerijnse middenklasse. Hij vestigde zich als apotheker in Sétif. Hij ontpopte zich als een gematigd nationalist en werd in diverse districtsraden gekozen. 
In 1939 diende hij als vrijwilliger in het Franse leger. Na de wapenstilstand in 1940, keerde Abbas naar Algerije terug. In 1943 gaf hij het Manifeste du peuple Algérien uit, waarin hij autonomie eiste voor Algerije binnen de Franse Unie. 
Na de Tweede Wereldoorlog maakten de Fransen geen haast met plannen voor een eventuele autonomie voor Algerije. Dit leidde tot een radicalisering van Abbas en de Algerijnse nationalisten. Abbas sloot zich aan bij het Front de Libération Nationale (FLN), het nationalistisch eenheidsfront.
In 1945 kwamen Algerijnse nationalisten in opstand tegen het Franse koloniale gezag. De opstand liep uit in een bloedbad. Nationalistische leider, waaronder Abbas, werden geïnterneerd. 
Na zijn vrijlating richtte Abbas de Union Démocratique du Manifeste Algérien (UDMA) op en was tot 1956 haar voorzitter. In 1946 werd Abbas in het parlement van Frankrijk gekozen en in 1948 in de wetgevende vergadering van Algerije.
In 1954 brak de Algerijnse Opstand uit die weldra overging in een bloedige vrijheidsstrijd. In 1955 week Abbas uit naar Caïro (Egypte). Van 1958 tot 1961 was hij minister-president van de Voorlopige Algerijnse Regering in Ballingschap (GPRA).
Toen Algerije in 1962 onafhankelijk werd, werd Abbas tot president en premier benoemd. Ahmed Ben Bella, een legerofficier nam echter al gauw de macht over en benoemde Abbas tot parlementsvoorzitter, terwijl hijzelf het presidentschap op zich nam.
Ferhat Abbas oefende veel kritiek uit op Ben Bella's bewind dat hij te autocratisch achtte. In augustus 1963 schoof Ben Bella Abbas terzijde. In juli 1964 werd Abbas gearresteerd, maar in 1965 kwam hij vrij.
Abbas speelde sindsdien geen rol meer in de Algerijnse politiek.